# Marot-Gardon

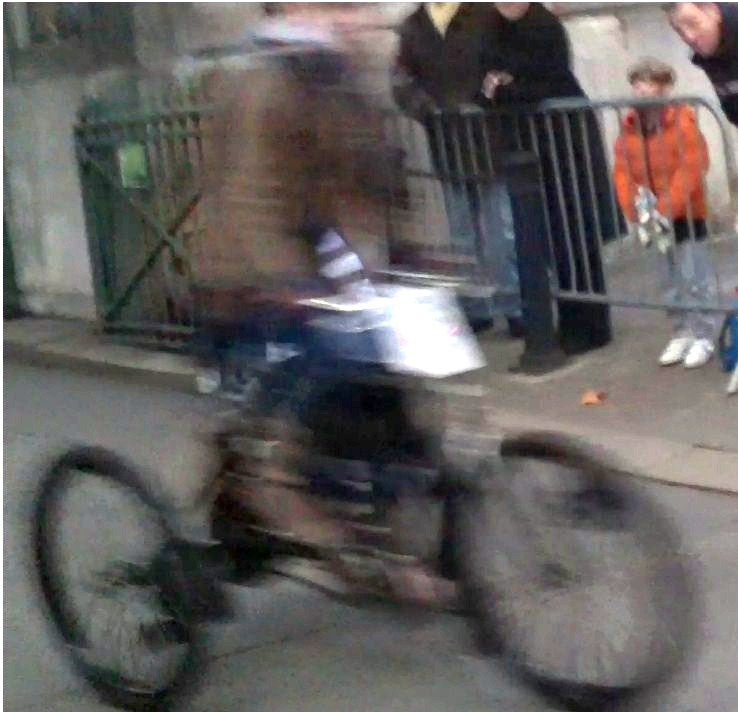
Marot-Gardon, angeblich von 1897

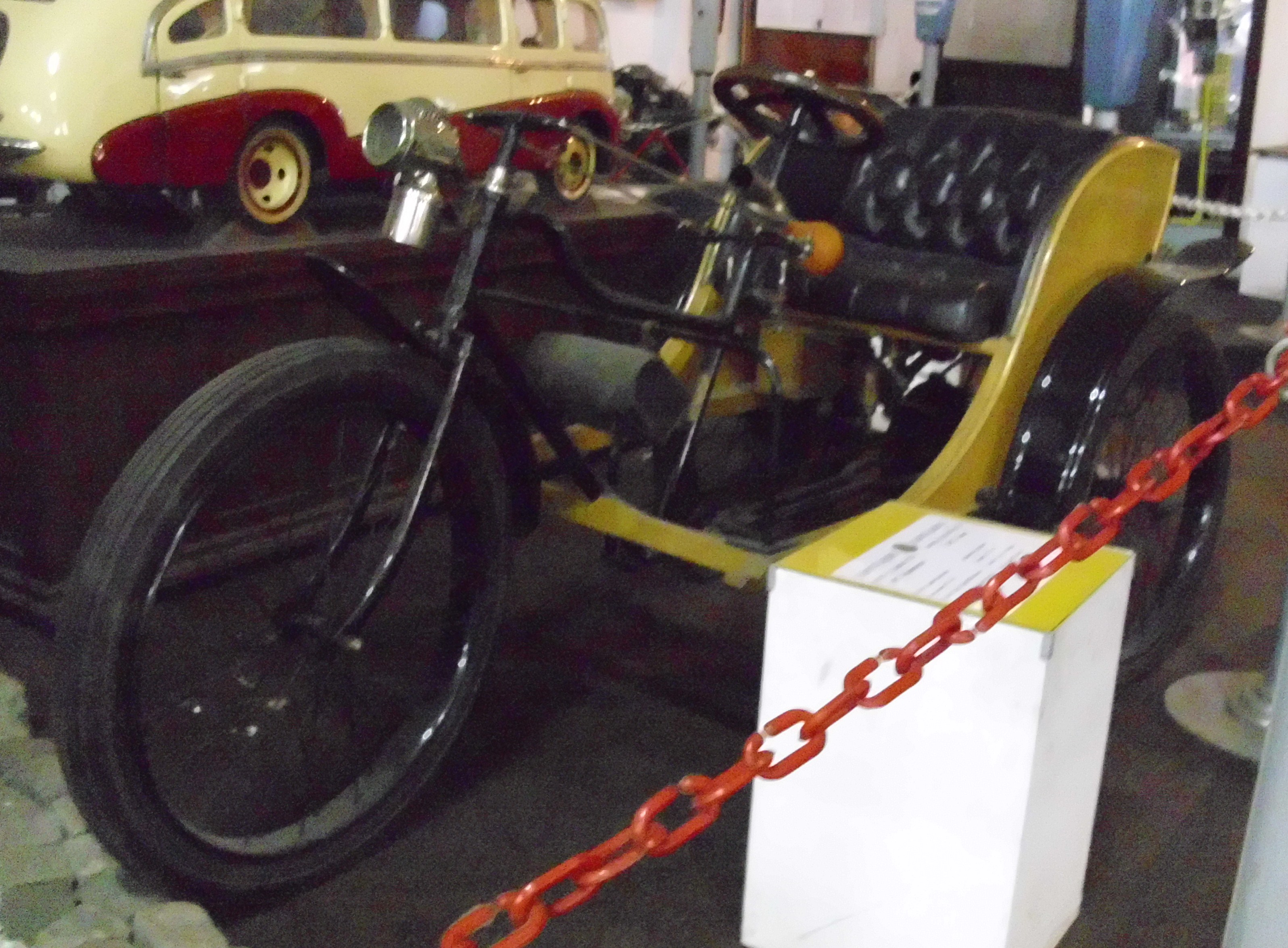
Marot-Gardon von 1898–1900

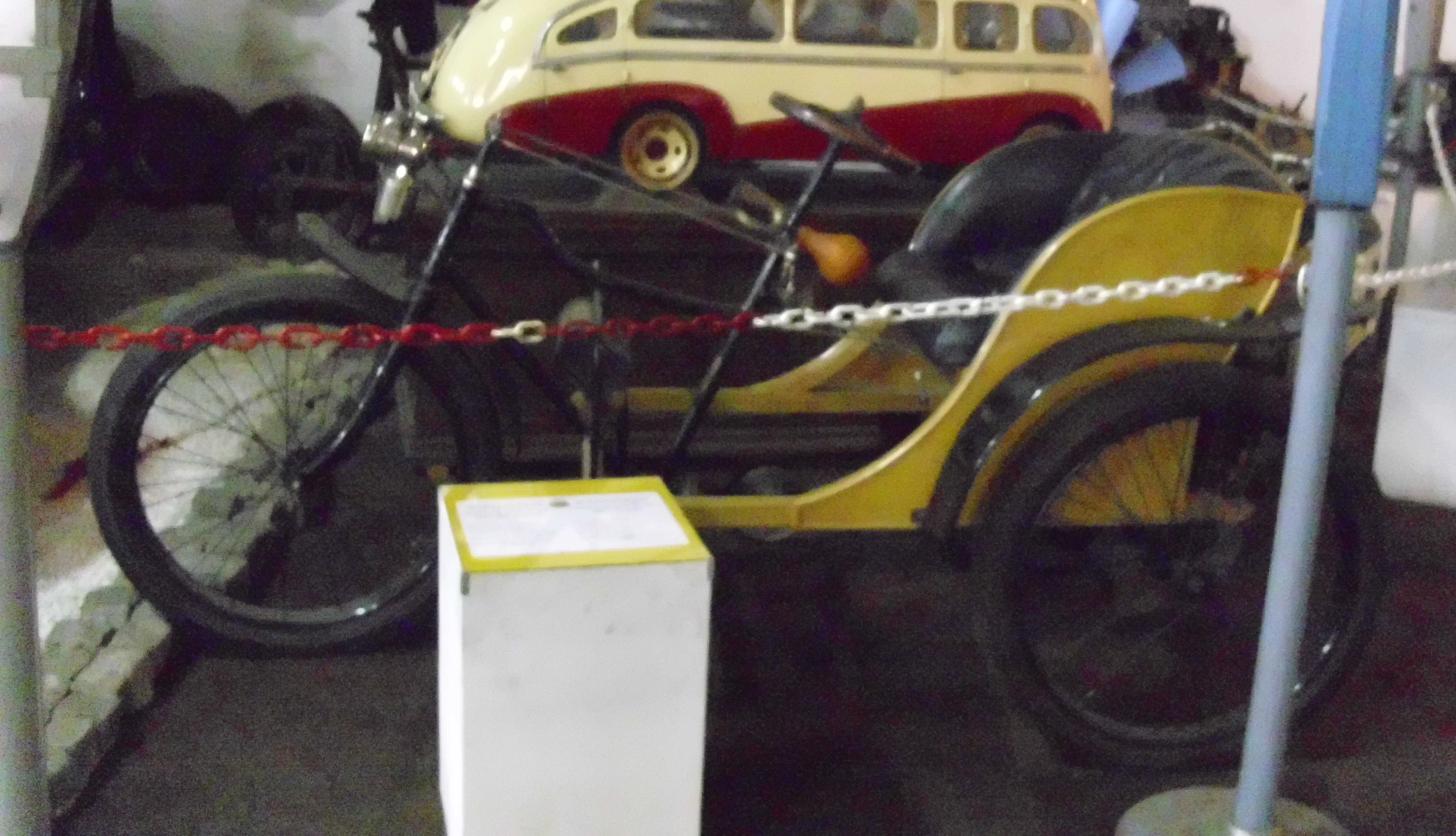
Marot-Gardon von 1898–1900

Ph. Marot, Gardon et Cie war ein französischer Hersteller von Automobilen.

## Unternehmensgeschichte
Das Unternehmen wurde 1898 in Corbie gegründet. Eine andere Quelle gibt an, dass der Unternehmenssitz an der Rue Brunel 37 in Paris war und lediglich die Produktionsstätte in Corbie. Im gleichen Jahr begann die Produktion von Automobilen. Der Markenname lautete Marot-Gardon. 1902 endete die Produktion.

## Fahrzeuge
Zunächst wurden Dreiräder Tricycle und Vierräder produziert. 1899 erschien ein Kleinwagen mit einem Einzylindermotor mit 3 PS Leistung und Dreiganggetriebe. 1900 stieg die Motorleistung auf 4,5 PS. Der Hubraum betrug 1361 cm³ mit 85 mm Bohrung und 120 mm Hub. Das Fahrzeuggewicht betrug 550 kg. 1901 bestand das Angebot aus einem Modell mit Frontmotor, 6 PS Leistung und Kettenantrieb sowie einem Rennwagen mit Einbaumotor von Soncin im Heck, der 7 PS leistete.
Ein Dreirad dieser Marke ist in der Shuttleworth Collection in Biggleswade zu besichtigen. Ein weiteres Dreirad steht im Automobilmuseum von Belgrad. Der Sitz anstelle eines Motorradsattels sowie die Heckform sind ungewöhnlich; ein nachträglicher Umbau nicht ausgeschlossen.